# Sockenkriget
Sockenkriget kallades i Sverige socknarnas ömsesidiga strävan att hindra fattiga personers inflyttning för att därigenom motverka ökade kostnader för fattigvård under stora delar av 1700- och 1800-talen.
Bakgrunden till sockenkriget var Kungl. Maj:ts kungörelse av 11 april 1763 angående hospitals- och barnhusinrättningar, i vilken det fastslogs att kyrkolagens bestämmelser om att varje socken skulle ta ansvar för sina egna fattiga skulle efterlevas. I en kungörelse av 5 december 1778 fastslogs att en fattig skulle försörjas av den socken, där han var skattskriven, och socknarna fick rätt att neka inflyttning av inhyseshjon och äldre eller mindre arbetsföra tjänstehjon. Om en nyinflyttad inom de första sex månaderna behövde fattigvård var det den tidigare hemsocken som var skyldig att betala omkostnaderna. Även om regelverket fastslog rätten till hjälp fick således sockenborna möjlighet att minimera kostnaderna för denna genom att förhindra inflyttning av personer som skulle komma i behov av fattigvård.